# House of Lords (Band)
House of Lords ist eine US-amerikanische Melodic-Rock-Band, die 1988 aus der Gruppe Giuffria hervorging.

## Geschichte
Giuffria, die bereits zwei Alben veröffentlicht hatten, unterschrieben 1988 einen Vertrag bei Simmons Records, dem damals neu gegründeten Label des Kiss-Bassisten Gene Simmons. Simmons änderte den Bandnamen zu House of Lords und ersetzte den Sänger David Glen Eisley durch James Christian. Simmons mochte die Demos, die Gregg Giuffria ihm für Giuffrias drittes Album geschickt hatte, aber ihm gefiel die Stimme des Sängers nicht. Der Bassist Chuck Wright schlug dann James Christian vor, mit dem er in der Gruppe L.A. Rocks gespielt hatte. Eisley wurde anschließend Sänger bei der Gruppe Dirty White Boy.
Das selbstbetitelte Debütalbum wurde von Andy Johns und Gregg Giuffria produziert und 1988 veröffentlicht, Simmons fungierte als Executive Producer. Der Vertrieb in Europa wurde von BMG Ariola übernommen. Für den Hintergrundgesang wurde unter anderem der Sänger Jeff Scott Soto verpflichtet. Der Sound war im Vergleich zu Giuffrias ersten zwei Alben härter geworden, die Keyboards traten mehr in den Hintergrund. Die Kritiker lobten das Album, und House of Lords gingen 1989 als Support für Cheap Trick und später für die Scorpions in den USA auf Tournee. Die Gruppe hatte einen Hit mit dem Titel I Wanna Be Loved, der Platz 58 der Billboard Hot 100 erreichte. Als zweite Single wurde der von Stan Bush geschriebene Titel Love Don’t Lie veröffentlicht, hatte aber keinen nennenswerten Erfolg. 1990 verließ Gitarrist Lanny Cordola die Gruppe und wurde durch Michael Guy ersetzt.
Das nächste Album der Gruppe, das mit vielen Gastmusikern aufgenommen worden war, erhielt den Titel Sahara. Es erschien 1990 und wurde wieder von Andy Johns, diesmal aber in Zusammenarbeit mit der ganzen Gruppe, produziert. Auch hier war Simmons ausführender Produzent. An den Aufnahmen waren vor allem weitere Gitarristen beteiligt: Doug Aldrich, Rick Nielsen (Cheap Trick), Chris Impellitteri und Mandy Meyer; für die Hintergrundgesänge leistete man sich die Unterstützung von Robin Zander (Cheap Trick), Mike Tramp, Steve Plunkett, Ron Keel (Keel) und Ex-Giuffria-Sänger David Glenn Eisley. Die erste Single war das Blind-Faith-Cover Can’t Find My Way Home; die zweite Single, Remember My Name, erreichte Platz 72 der Hot 100. Kurz nach diesem Erfolg verließen Chuck Wright und Ken Mary die Gruppe.
1992 hatte die Gruppe die Plattenfirma gewechselt und bei Victory Music, Inc. unterschrieben, der Vertrieb erfolgte über PolyGram. Victory veröffentlichte Demons Down, das von James Christian bis heute als sein Lieblingsalbum bezeichnet wird, und von David Thoener und House of Lords produziert wurde. Auf dieser Platte spielten Dennis Chick (Gitarre), Sean McNabb (Bass) und Tommy Aldridge (Schlagzeug); die beiden verbliebenen Originalmitglieder waren nun noch Keyboarder Gregg Giuffria und Sänger James Christian. Daneben gab es wieder prominente Musiker, die bei den Aufnahmen unterstützten: Paul Stanley sang im Hintergrund des Songs Johnny’s got a Mind of his own, Fiona sang ebenfalls Background Vocals, als ergänzende Gitarristen agierten Tim Pierce und Danny Jacobs, und auch David Glen Eisley war wieder dabei. Als Singles wurden Demons Down und die Ballade What’s Forever For veröffentlicht. Nachdem die Gruppe noch einige Demos aufgenommen hatte, um einen neuen Vertrag und ein neues Label zu finden, trennte sie sich.
Zehn Jahre später fand die Gruppe in Originalbesetzung wieder zusammen und gab einige Konzerte in den USA. House of Lords nahmen neue Demos auf und bemühten sich um einen neuen Vertrag, der zunächst mit Dead Line Music zustande kam. Die Band nahm das Album The Power and the Myth auf, doch als es 2004 veröffentlicht wurde, war Gregg Giuffria bereits ausgestiegen und die Keyboards waren von verschiedenen Sessionmusikern eingespielt worden. Im Laufe der nächsten zwei Jahre verließen alle Mitglieder bis auf James Christian die Gruppe. James Christian war am Songwriting nicht beteiligt gewesen und mit der Richtung, die das Projekt nahm, nach eigener Aussage nicht einverstanden. Er wollte House of Lords in der Tradition des Sounds von Demons Down fortsetzen, während die anderen Mitglieder (Chuck Wright und Lenny Cordola) eher einen modernen, alternativeren Klang bevorzugten, sodass die Trennung sinnvoll war.
2006 gelang es Christian jedoch, eine neue Mannschaft für das Projekt House of Lords zu gewinnen. Der Sänger war nun Inhaber aller Rechte an House of Lords, die er von Gregg Giuffria erworben hatte. In völlig neuer Besetzung wurde das nächste Album aufgenommen: World Upside Down. Es erschien 2006 bei Frontiers Records, einem italienischen Label, das sich vor allem durch die Verpflichtung bekannter Künstler aus dem Melodic Rock einen Namen gemacht hat. Auf dem gleichen Label erschien 2007 ein Live-Album mit dem Titel Live in the UK, das jedoch nur in Europa veröffentlicht wurde.
2008 veröffentlichte die Gruppe das Album Come to My Kingdom, 2009 folgte Cartesian Dreams, das in der Besetzung James Christian, Jimi Bell, BJ Zampa und Chris McCarvill aufgenommen wurde. Zusätzliche Gitarrenarbeit kam von Tommy Denander. 2011 wurde das Album Big Money veröffentlicht. Die Band war zudem regelmäßig auf Tournee und dabei 2007, 2009 und 2012 auch in Deutschland.

## Diskografie

### Studioalben
- 1988: House of Lords (Simmons Records/BMG Ariola)
- 1990: Sahara (Simmons Records/BMG Ariola)
- 1992: Demons Down (Victory Records); CD: 828 311-2
- 2004: The Power and the Myth (Dead Line Music)
- 2006: World Upside Down (Frontiers Records)
- 2008: Come to My Kingdom (Frontiers Records)
- 2009: Cartesian Dreams (Frontiers Records)
- 2011: Big Money (Frontiers Records)
- 2014: Precious Metal (Frontiers Records)
- 2015: Indestructible (Frontiers Records)
- 2017: Saint of the Lost Souls (Frontiers Records)
- 2020: New World - New Eyes (Frontiers Records)
- 2022: Saints and Sinners (Frontiers Records)
- 2024: Full Tilt Overdrive (Frontiers Records)

### Livealben
- 2007: Live in the UK (Frontiers Records)

### Kompilationen
- 2008: Anthology (Cleopatra)

### Singles
- 1988: I Wanna Be Loved (Simmons/RCA)
- 1988: Love Don’t Lie (Simmons/RCA)
- 1990: Can’t Find My Way Home (Simmons/RCA/BMG Music)
- 1990: Remember My Name (Simmons/RCA)
- 1991: Heart on the Line (Simmons/RCA)
- 1992: What’s Forever For (Victory/Metronome)
- 1992: O Father (Victory/Metronome)